# Satz von Roth
Der Satz von Roth ist ein Lehrsatz aus dem mathematischen Gebiet der Zahlentheorie. Er besagt, dass es in bestimmten Teilmengen der ganzen Zahlen unendlich viele arithmetische Folgen der Länge {\displaystyle 3} gibt. Er wurde später durch den Satz von Szemerédi verallgemeinert.

## Satz von Roth
Es sei {\displaystyle A\subset \mathbb {Z} } eine Teilmenge der ganzen Zahlen mit positiver oberer Dichte:
{\displaystyle \lim _{N\to \infty }{\frac {\sharp (A\cap \left[-N,N\right])}{2N+1}}>0},
dann gibt es in {\displaystyle A} unendlich viele arithmetische Folgen der Länge {\displaystyle 3}, also der Form
{\displaystyle \left\{a,a+r,a+2r\right\}\subset A}
mit {\displaystyle a\in \mathbb {Z} ,r\in \mathbb {N} _{>0}}.

## Varianten
Es sei {\displaystyle N} eine ungerade Zahl und {\displaystyle G=\mathbb {Z} /N\mathbb {Z} }. Dann gibt es zu jedem {\displaystyle \alpha \in \left(0,1\right)} ein {\displaystyle c_{\alpha }>0}, so dass für alle Mengen {\displaystyle A\subset \mathbb {Z} /N\mathbb {Z} } mit {\displaystyle \sharp A\geq \alpha N} die Ungleichung
{\displaystyle \sharp \left\{x,r\in \mathbb {Z} /N\mathbb {Z} \colon x,x+r,x+2r\in A\right\}\geq c_{\alpha }N^{2}}
gilt.
Dieser Satz gilt allgemeiner für 2-teilbare Gruppen: Es sei {\displaystyle G} eine kompakte 2-teilbare abelsche Gruppe mit Haarschem Wahrscheinlichkeitsmaß {\displaystyle \mu }, dann gibt es zu jedem {\displaystyle \alpha \in \left(0,1\right)} ein {\displaystyle c_{\alpha }>0}, so dass für jede messbare Menge {\displaystyle A\subset G} mit {\displaystyle \mu (A)\geq \alpha } die Ungleichung
{\displaystyle \int _{G}\int _{G}1_{A}(x)1_{A}(x+r)1_{A}(x+2r)\,\mathrm {d} \mu (x)\mathrm {d} \mu (r)\geq c_{\alpha }}
gilt.
Eine stärkere Form ist der Satz von Roth-Khintschin.